# Qishanrivier
De Qishanrivier (Chinees: 旗山溪; pinyin: Qíshān xī) of Nanzixianrivier (Chinees: 楠梓仙溪; pinyin: Nánzǐxiān xī) is een zijrivier van de Gaopingrivier in Taiwan. Hij stroomt 30 kilometer door Kaohsiung en Pingdong.